# Amstetten
Amstetten è un comune austriaco di 23 510 abitanti nel distretto di Amstetten, in Bassa Austria, del quale è capoluogo e centro maggiore; ha lo status di città capoluogo di distretto (Bezirkshauptstadt).

## Geografia fisica
Il comune si trova nella parte centro-settentrionale del distretto, al confine con l'Alta Austria. È situato lungo il percorso, sia autostradale (A1) sia ferroviario, che collega Vienna con Monaco di Baviera attraverso Sankt Pölten, Linz, Salisburgo e Rosenheim. È suddiviso in sei comuni catastali (Katastralgemeinden): Edla, Hausmening, Mauer bei Amstetten, Preinsbach, Schönbichl e Ulmerfeld.

## Nella cronaca
Nel comune ha avuto luogo il tristemente famoso caso Fritzl, che ha visto implicato il padre/stupratore Josef ai danni della figlia Elisabeth.

## Amministrazione

### Gemellaggi
- Alsfeld, dal 1979
- Ruelle-sur-Touvre, dal 1992
- Pergine Valsugana, dal 1978[senza fonte]